# Mayall II
Mayall II (M31 G1) también conocido como NGC-224-G1, SKHB 1, GSC 2788:2139 o HBK 0-1 es un cúmulo globular de M31, la galaxia de Andrómeda.
Está situado a unos 170 000 años luz del centro de la galaxia de Andrómeda y es el cúmulo globular más brillante (en magnitud absoluta) del Grupo Local, ya que tiene una magnitud aparente de 13,81 en banda V. Mayall II tiene aproximadamente el doble de masa que Omega Centauri.
Mayal II presenta un gran rango de metalicidades en sus estrellas. Esto se debe a la formación de múltiples generaciones de estrellas durante un periodo largo de formación estelar. Debido a esto se cree que Mayal II no es un cúmulo globular genuino sino el núcleo remanente de una galaxia enana, satélite de Andrómeda, que fue disgregada y absorbida por esta.
El origen del nombre de Mayal II proviene de sus descubridores, Nicholas U. Mayall y Olin_J._Eggen. El nombre alternativo de SKHB 1 proviene de Wallace L. W. Sargent et alii los cuales también le denominaron G1 en 1977. Por último el nombre de HBK 0-1 proviene de J.P. Huchra et alii en 1991.